# NGC 6921
NGC 6921 је лентикуларна галаксија у сазвежђу Лисица која се налази на NGC листи објеката дубоког неба.
Деклинација објекта је + 25° 43' 26" а ректасцензија 20h 28m 28,9s. Привидна величина (магнитуда) објекта NGC 6921 износи 13,5 а фотографска магнитуда 14,4. NGC 6921 је још познат и под ознакама UGC 11570, MCG 4-48-1, IRAS 20264+2533, PGC 64768.